# Kreis Avenches
| Kreis Avenches           | Kreis Avenches    |
| Basisdaten               | Basisdaten        |
| ------------------------ | ----------------- |
| Staat:                   | Schweiz           |
| Kanton:                  | Waadt (VD)        |
| Bezirk:                  | Avenches          |
| Hauptort:                | Avenches          |
| Fläche:                  | 22,96 km²         |
| Einwohner:               | 5745 (31.12.2023) |
| Bevölkerungsdichte:      | 250 Einw. pro km² |
| Aufgehoben am:           | 31. Dezember 2006 |
| Karte                    |                   |
| Karte von Kreis Avenches |                   |

Der Kreis Avenches (französisch Cercle d’Avenches) war bis zum 31. August 2006 eine Verwaltungseinheit des Bezirks Avenches im Kanton Waadt in der Schweiz. Sitz des Kreisamtes war Avenches.
Der Kreis umfasste drei Gemeinden und war 22,96 km² gross. Die Gemeinden des ehemaligen Kreises zählten Ende 2023 5745 Einwohner.
| Wappen    | Name der Gemeinde | Einwohner (31. Dezember 2023) | Fläche in km² | Einw. pro km² |
| --------- | ----------------- | ----------------------------- | ------------- | ------------- |
| Avenches  | Avenches          | 4603                          | 17,55         | 262           |
| Faoug     | Faoug             | 902                           | 3,49          | 258           |
| Oleyres   | Oleyres           | 240                           | 1,92          | 125           |
| Total (3) | Total (3)         | 5745                          | 22,96         | 250           |